# Conmutación (química)
En química, se denomina conmutación o comproporcionación a un proceso químico donde un elemento pasa de tener dos estados de oxidación diferentes a un único estado de oxidación. Así el mismo elemento es oxidado y reducido en la misma reacción.

## Ejemplos
Un ejemplo es la termólisis del nitrito de amonio donde el nitrógeno pasa de los estados de oxidación +3 y -3 a uno intermedio 0:
NH4NO2 -> N2 + 2 H2O
El proceso de Claus donde se oxida el ácido sulfhídrico con dióxido de azufre para obtener azufre elemental sería otro ejemplo:
2 H2S + SO2 -> 2 H2O + 3 S
Como producto no solo puede formarse elementos en estado de oxidación 0 sino también se puede aprovechar en la síntesis de algunos compuestos. Así el cloruro de cobre (II) reacciona con cobre metal para dar el cloruro de cobre (I). Esta reacción es favorecida por la baja solubilidad de la sal formada:
Cu + CuCl2 -> 2 CuCl